# Platylambrus
Platylambrus is een geslacht van kreeftachtigen uit de klasse van de Malacostraca (hogere kreeftachtigen).

## Soorten
- Platylambrus granulatus (Kingsley, 1879)
- Platylambrus serratus (H. Milne Edwards, 1834)